# Super131
Super131，台灣喬傑立娛樂旗下的男子音樂組合，由陽光、巴飛、黎開、子浩和子豪組成，被經紀人孫德榮視為引退前最後培養的新人團體。2014年由於孫德榮罹患癌症，經紀公司決定將團體解散。

## 簡介

### 團體籌備 (2010年)
組合前身爲7KM，隸屬於喬傑立娛樂，由孫協志以大隊長身分領軍，包括當時現有成員陽光和黎開、東彥與後被淘汰的GJ、亞峻和國緯。於2010年11月17日在三立電視舉辦「年度超級新團成軍發表會」，當下就有唱片公司有意要幫7KM發行專輯，但老闆孫德榮非常看重7KM並認爲還是再多加磨練訓練不想輕易的把他們推出市場，最後不了了之而解散。

### 正式出道 (2012年)
再經兩年左右沉澱後，喬傑立策畫耗資新臺幣500萬元打造，成員千人海選、培訓到四代成員替換，總耗時將近三年。選出陽光、巴飛、東彥、黎開、子浩和子豪等6位成員。Super131出道前以足迹計劃「給我十分鐘，你將會改變」的口號走遍全台大街小巷，且成員須具備「七會」：會唱、會跳、會演、會翻、會彈、會創作、會合音。但出道前東彥因腳傷一直未能痊愈，難以跟上團員和公司的進度，爲了整個團體的利益和未來前景考慮，公司忍痛之下讓東彥退團。成員由6人降為5人。於12月14日發行首張同名迷你專輯《Super131》。
同年，首次亮相於湖南衛視综艺节目《快乐大本营》宣传專輯 。

### 團體解散 (2014年後)
2014年，經紀人孫德榮因生病而決定與Super131解除合約，並將成員子浩、子豪託孤給孫德榮的好友、新亞洲娛樂集團老闆余毓興。子浩與子豪便與香港成員李冠星另外組成團體「Super Group」，並曾與蕭淑慎合作歌曲「L.O.V.E Love」。
陽光與黎開則在服完兵役後與中國經紀公司東方21文化集團簽約，2人後來與另外2名台灣舞者高泰、馮宇組成男子團體「BET.A」，2016年於中國出道。團體曾參與節目《熱血街舞團》錄製，並於2018年發行單曲《MY GIRL》。
巴飛則以個人身份繼續在演藝圈活動，2015年發行個人電音單曲《KI-GA》。

## 成員
| 陽光 (余致緯) | 1987年5月5日 · 臺灣臺北市   | 中華民國 | - 2021年3月，陽光於社群網站公開出櫃為男同性戀者。 | 队长、 主唱 、领舞                  |
| 巴飛 (李祐誠) | 1984年4月18日 · 臺灣苗栗縣  | 中華民國 | - 團體解散後以個人名義活動，2015年發行個人電音單曲《KI-GA》，於香港宣傳期間進入TVB音樂榜並蟬聯數十週最後僅次於劉德華的回家一曲座於第二名。2015年9月3日舉辦3A男神個人音樂演唱會。                                                             | 副主唱、 领舞 、Rapper              |
| 黎開 (黎勝柏) | 1987年10月26日 · 臺灣宜蘭縣 | 中華民國 | - 黎開為已出櫃的男同性戀者，並於2022年5月20日與男友登記結婚。 | 副主唱 、副领舞                     |
| 子浩 (吳承洋) | 1989年12月30日 · 臺灣台北市 | 中華民國 | - 2017年服完兵役，重新出發。 | 领舞、 副主唱 、形象担当 、才艺担当 |
| 子豪 (柯家豪) | 1990年8月24日 · 臺灣台北市  | 中華民國 | - 和子浩共同參與多集綜藝大熱門表演，因子浩服兵役而恢復為個人;2016年起柯家豪個人正式單飛,出演了優酷土豆網劇我的狐仙老婆反一腳色林卓頗受好評.2017年更受邀前往內地發展並出演電視連續劇上海五虎男一角色,更於上海電視節白玉蘭獎紅毯晚會精彩亮相。 | 主领舞、 主唱                       |

### 離開成員
| 東諺 (吳東諺) | 1989年9月22日 · 臺灣臺北市 | 中華民國 | - 因腳傷於出道前退團。 - 擔任樂團「Yellow skin」主唱，曾舉辦過數場小型演唱會。目前於演藝圈以戲劇表演為主，包括《我的老師叫小賀》等。 |

## 音樂作品

### 專輯

#### 迷你專輯
| 專輯 # | 專輯資料                                                                                 | 曲目                                                                          |
| ------ | ---------------------------------------------------------------------------------------- | ----------------------------------------------------------------------------- |
| 1st    | 首張迷你專輯《Super131首張同名迷你專輯》 - 發行日期：2012年12月14日 - 發行公司：美妙音樂 | 曲目 1. 極度澎湃 2. 瀏覽愛 3. 愛別回頭 4. 為你守候 5. 鍛煉愛情 6. Cha Cha舞池 |

### 其他音樂作品
| 形式 | 發佈日期      | 專輯名稱                  | 歌曲名稱 | 參與成員 |
| ---- | ------------- | ------------------------- | -------- | -------- |
| OST  | 2013年3月22日 | 《K歌·情人·夢》電視原聲帶 | FIGHTING | 全員     |

## 影視作品

### 戲劇
| 首播日期 | 播出頻道         | 劇名            | 成員     | 飾演           | 性質   |
| 2012年   | 三立都會台       | 《剩女保鏢》    | 陽光     | 美四           | 男配角 |
| 2012年   | 三立都會台       | 《剩女保鏢》    | 子豪     | 彈頭           | 男配角 |
| 2012年   | 三立都會台       | 《剩女保鏢》    | 子浩     | 大頭           | 男配角 |
| 2012年   | 三立都會台       | 《剩女保鏢》    | 巴飛     | 天橋上街頭藝人 | 客串   |
| 2012年   | 三立都會台       | 《剩女保鏢》    | 黎開     | 天橋上街頭藝人 | 客串   |
| 2013年   | 華視、衛視中文台 | 《K歌·情人·夢》 | 全部成員 | Dream Machine  | 客串   |

### 電影
| 上映年份      | 劇名     | 成員 | 飾演       | 性質   |
| 2012年8月31日 | 球來就打 | 陽光 | Speedo     | 男配角 |
| 2012年8月31日 | 球來就打 | 巴飛 | 白目仔     | 男配角 |
| 2012年8月31日 | 球來就打 | 黎開 | 小喇叭     | 男配角 |
| 2012年8月31日 | 球來就打 | 子浩 | 居酒屋助手 | 客串   |

## 代言

### 宣傳大使
| 年份   | 廣告名稱                 |
| ------ | ------------------------ |
| 2012年 | 台灣失智症協會代言人     |
| 2013年 | 台中市政府醉不上道代言人 |

## 外部連結

#### 團體
- Super131的Facebook專頁
- YouTube上的Super131頻道

#### 個人
- 陽光的Facebook專頁
- 陽光的Instagram帳戶
- 李祐誠 (巴飛)的Facebook專頁
- 李祐誠 (巴飛)的Instagram帳戶
- 黎開的Facebook專頁
- 黎開的Instagram帳戶
- 吳承洋 (子浩)的Facebook專頁
- 吳承洋 (子浩)的Instagram帳戶
- 柯家豪 (子豪)的Facebook專頁
- 柯家豪 (子豪)的Instagram帳戶